# Connie Bork
Connie Bork (født 23. marts 1958) er en dansk digter og forfatter, uddannet fra Forfatterskolen 1989.

## Udgivelser
- Det bløde pigekød (digte, 1983)
- Der ligger et landskab i bunden af Danmark (digte, 1984)
- Sur sød (digte, 1987)
- Den ny kvindelighed (essaybog, 1996)
- Connie Bork (2011), Kvinders skilsmisser, ISBN 978-87-7378-341-2, OCLC 770594780, Wikidata  Q100963589